# Uh, jeg ville ønske jeg var dig
Uh, jeg ville ønske jeg var dig var det danska bidraget i Eurovision Song Contest 1959, framfört på danska av Birthe Wilke.
Låten var kvällens andra bidrag i ordningen, efter Frankrikes Jean Philippe med "Oui, oui, oui, oui" och följdes av Italiens Domenico Modugno med "Piove (Ciao, ciao bambina)". Vid slutet av röstningen hade låten fått totalt 12 poäng, vilket gav den en femteplacering bland de 11 länderna som deltog.
Låten är en kärleksballad, i vilken Wilke sjunger om hur mycket hon skulle vilja vara sin egen älskare. Sedan beskriver hon hur skulle ha älskat sig själv i detta nu, och ber till och med om sin egen hand för giftermål.